# Гибсън (окръг, Индиана)
Вижте пояснителната страница за други значения на Гибсън.
Окръг Гибсън (на английски: Gibson County) е окръг в щата Индиана, Съединени американски щати. Площта му е 1362 km², а населението е 33 011 души (1 април 2020). Административен център е град Принстън.